# Полозов, Борис Николаевич
Бори́с Никола́евич По́лозов (1 апреля 1888, Харьков, Российская империя — 23 октября 1966, Буэнос-Айрес, Аргентина) — дворянин ВД, генерал-майор Донской армии.

## Биография
Образование получил в Харьковской гимназии и выдержал офицерский экзамен при Новочеркасском казачьем училище. В службу вступил рядовым на правах вольноопределяющегося в Нижегородский 17-й драгунский полк. В корнеты произведен в 1913 г. в Белорусский 7-й гусарский полк. Участник 1-й Мировой, Гражданской и 2-й Мировой войн. На 1917 г. — ротмистр. 1913-17 занимал должности в 7-м гусар. Белорусском полку. 20.11.1917 г. вступил в ряды Добровольческой армии, а в 1918 г. — в ряды Донской армии. Участник 1-го Кубанского похода. В 1918 г. был произведён в войсковые старшины и полковники, а 25.10.1920 г. — в генерал-майоры.
Занимал должности:
- 5.03. - конец марта 1918 — командир 2-й конной сотни Корниловского ударного полка;
- март - май 1918 — командир Черкесского конного полка;
- май - конец 1918 — командир Мечетинского пехотного полка;
- конец 1918 - 12.08.1919 — командир Калмыцкого полка;
- 12.08.1919 - начало 1920 — командир 1-го Донского пешего полка 2-й Донской Добровольческой бригады;
- начало — осень 1920 — командир 2-й Донской отдельной бригады.

В 1921-41 гг. проживал в Югославии. В 1942 г. вступил в ряды Русского корпуса, весной 1944 г. — в ряды РОА, летом того же года — в 1-ю казачью кавалерийскую дивизию вермахта, а 16.11.1944 г. — в ряды «Казачьего Стана». Был сторонник подчинения казачих частей РОА.
Занимал должности:
- в РК (1942 - 44);
- в каз. отделе при штабе РОА (весна — лето 1944);
- в отделе пропаганды штаба 1-й каз. кав. дивизии (лето — осень 1944);
- в каз. резерве запасной армии войск СС (осень — 16.11.1944);
- нач. каз. юнкерского училища (6.12.1944 — 4.02.1945);
- в штабе каз. войск при штабе главкома РОА (4.02.1945 — 28.03.1945);
- генерал-инспектор каз. войск при главкоме ВС КОНР (28.03.1945 — май 1945).

Осенью 1944 г. был арестован за агитацию перехода казаков 1-й каз. кав. дивизии в РОА и выслан из Хорватии в Италию. Арестован 4.02.1945 г. антигитлеровскими полицейскими во главе с французским военнопленным сержантом Реньо за агитацию казаков в РОА. Был выдворен за пределы «Казачьего Стана». По пути следования в город Инсбрук, где должна была состояться выдача советским властям, попал в автоаварию у г. Вергль, получив тяжёлые травмы (раздроблены ребра, ключицы и грудная кость). На лечении в больнице г. Вергль — 7.05.1945 г. — май 1946 г. Скрылся от выдачи, выехав в Парагвай, а оттуда через 10 месяцев в Аргентину.
Умер в Буэнос-Айресе, (Аргентина).

## Награды
- Георгиевское оружие[источник не указан 2299 дней];
- Орден Святого Георгия  4-й степени.